# Robert Étienne
Pour les articles homonymes, voir Étienne.
Robert Étienne, né à Mérignac le 18 janvier 1921 et mort à Bordeaux le 4 janvier 2009, est un historien français de l'antiquité romaine.

## Biographie
Il fréquente le lycée Montaigne de Bordeaux puis le lycée Louis-le-Grand à Paris.
Élève de l'École normale supérieure et agrégé d'histoire, il est membre de l'École française de Rome (1947-1949). Professeur au lycée de Nîmes en 1946 et 1947, il passe ensuite deux ans à l'Ecole Française de Rome, de 1947 à 1949. Il retourne ensuite à Bordeaux pour devenir assistant d'histoire à la Faculté de Lettres. Il soutient en 1958 une thèse de doctorat d'État sur le culte impérial dans la péninsule ibérique d'Auguste à Dioclétien (compte-rendu bibliographique sur persée.fr).
En dehors d'un passage au CNRS comme attaché de recherches, il fait toute sa carrière à l'université de Bordeaux comme assistant, maître de conférences puis professeur titulaire de la chaire d'histoire romaine à partir de 1961. Il y dirige le Centre Pierre Paris  de 1974 à 1988, unité associée du CNRS, qui regroupe des chercheurs ayant pour ambition de faire figure de référence en matière de recherche sur les provinces impériales romaines dans la péninsule ibérique et en Afrique du Nord. Il dote le centre d'une des plus riches bibliothèques de France sur la péninsule ibérique antique, aujourd'hui devenue la Bibliothèque Robert Étienne de l'institut Ausonius de l'Université Bordeaux Montaigne, renommée ainsi en 2006 par ses successeurs. Ils y exposent alors un buste du professeur réalisé en marbre de Paros.
Il est également chef de plusieurs missions archéologiques notamment de la Mission archéologique française au Portugal, où il effectue de nombreuses campagnes de fouilles à Coninbriga, mais aussi au Maroc et en Libye.
De 1973 à 1998, il est président de la Fédération Historique du Sud-Ouest.
En 1982, la Faculté des lettres de Coimbra lui décerne le titre de docteur honoris causa.
Il est élu correspondant en 1988 puis membre de l'Académie des inscriptions et belles-lettres en 1999 au fauteuil précédemment occupé par Roland Martin.
En 1996, il reçoit les insignes de Commandeur dans l'Ordre national du Mérite.
C'est le père de l'archéologue Roland Étienne.

### Son œuvre
A travers ses recherches, Robert Étienne étudie la religion, le culte impérial et surtout l'économie du monde romain.  
Il oriente principalement ses recherches sur le monde hispanique, mais il étudie aussi le Maroc romain grâce aux fouilles archéologiques du site de Volubilis près de Meknès (Maroc). Passionné par les vestiges de Pompéi, il publie en 1966 l'ouvrage Pompéi, réédité à six reprises et traduit en neuf langues étrangères. En 1989 il publie Pompéi, cité ensevelie, ouvrage lui aussi couronné de succès et traduit en de nombreuses langues.  
L'archéologue se penche également sur l'histoire de Bordeaux et de l'Aquitaine. Il réalise des sondages du Palais Galien et participe notamment à l'écriture de La grande histoire de Bordeaux, collection dirigée par l'historien médiéval Charles Higounet. 
Sa méthode est principalement basée sur l'étude de l'épigraphie et de la numismatique.

## Publications
- Robert Etienne, Le culte impérial dans la péninsule Ibérique d'Auguste à Dioclétien, Paris, BEFAR, 1958 (présentation en ligne)

- Prix Thorlet de l'Académie des inscriptions et belles-lettres
- Robert Etienne, Le quartier Nord-Est de Volubilis, Paris, E. De Boccard, 1960

- Robert Etienne, Charles Higounet (dir.), Bordeaux antique, t. I (compte-rendu bibliographique), Fédération historique du Sud-Ouest, coll. « Histoire de Bordeaux en 8 volumes », 1962, 386 p. (présentation en ligne)
- Robert Étienne, « Cicéron et l'esclavage », Actes du colloque d'histoire sociale 1970, vol. 1, no 1,‎ 1972, p. 83–100 (lire en ligne, consulté le 14 mars 2025)

- Robert Etienne, Les syncrétismes religieux dans la péninsule ibérique à l'époque impériale, Paris , Presses universitaires de France, 1973 (lire en ligne)

- Robert Etienne, Les Ides de mars : l'assassinat de César ou de la dictature?, Paris, Gallimard, 1973, 208 p. (ISBN 978-2-07-028901-1 et 2-07-028901-X)

- Robert Etienne, A propos du vin pompéien, Recklinghausen, Bongers, 1975, 340 p. (ISBN 3-7647-0270-2)

- Robert Etienne, La comptabilité de Columelle, Rome , École Française de Rome, 1980 (lire en ligne)

- Robert Etienne, Ausone ou les ambitions d'un notable aquitain, Bordeaux , Fédération historique du Sud-Ouest, 1986, 90 p. (ISBN 2-85408-007-6)

- Robert Etienne, Pompéi, la cité ensevelie, Paris, Gallimard, coll. « Découvertes Gallimard / Archéologie » (no 16) », 1987, rééd. 2009, 215 p. (ISBN 978-2-07-034873-2)

- Robert Etienne, La vie quotidienne à Pompéi, Paris, Hachette, 1989 (1e édition 1966), 440 p. (ISBN 978-2-01-015337-2 et 2-01-015337-5) - Prix Thérouanne en 1967

- Robert Etienne, Jules César, Paris , Fayard, 1997, 323 p. (ISBN 2-213-59911-4, présentation en ligne)

- Robert Etienne, Le siècle d'Auguste, Paris , A. Colin, 1999, 323 p. (ISBN 978-2-200-25159-8)
- Robert Étienne, « À propos du centre monumental de Périgueux (Vesunna Petrucorium) », dans Bulletin de la Société historique et archéologique du Périgord, 2009, tome 136, 3e livraison, p. 307-312 (lire en ligne)

## Distinctions
- Commandeur de l'ordre national du Mérite
- Commandeur de l'ordre des Palmes académiques
- Officier de la Légion d'honneur